# Émagny
Émagny – miejscowość i gmina we Francji, w regionie Burgundia-Franche-Comté, w departamencie Doubs.
Według danych na rok 1990 gminę zamieszkiwało 511 osób, a gęstość zaludnienia wynosiła 99 osób/km² (wśród 1786 gmin Franche-Comté Émagny plasuje się na 308. miejscu pod względem liczby ludności, natomiast pod względem powierzchni na miejscu 794.).